# Sanbernardaspis pygacantha
Sanbernardaspis pygacantha en una especie de trilobite asáfido encontrado en la Formación San Bernardo, Salta, Argentina.

## Anatomía

#### Céfalon
Semicircular con un borde lateral y anterior, ancho y cóncavo. Los ojos tienen una posición antero-central.

###### Tórax
Conformado por 8 segmentos. Curvatura del extremo distal en todos los segmentos, más pronunciada a partir del quinto segmento.

###### Pigidio
De tamaño mediano. Moderadamente convexo. De contorno subtriangular con una larga espina caudal cuya longitud puede llegar a ser hasta 1,5 veces más elongada que el pigidio.